# Liste des monuments historiques des Alpes-Maritimes
La liste qui suit présente les édifices du département des Alpes-Maritimes protégés au titre des monuments historiques et répertoriés dans la base Mérimée du ministère français de la Culture, à l'exception de ceux des communes de Nice et Grasse présentés respectivement dans la liste des monuments historiques de Nice et dans la liste des monuments historiques de Grasse. Les édifices de la commune de Cannes sont également présentés dans la liste des monuments historiques de Cannes.

## Statistiques
Au 21 juillet 2025, les Alpes-Maritimes comptent 415 édifices comportant au moins une protection au titre des monuments historiques, dont 159 sont classés et 271 sont inscrits. Le total des monuments classés et inscrits est supérieur au nombre total de monuments protégés car plusieurs d'entre eux sont à la fois classés et inscrits.
Quatre édifices sont situés à cheval sur deux communes : l'aqueduc de Clausonnes (Antibes et Valbonne), le domaine des Trois Moulins de la Valmasque (Valbonne et Vallauris), l'observatoire du Montgros (Nice et La Trinité) et le siphon de Saint-Blaise (La Roquette-sur-Var et Saint-Blaise). 
Le graphique suivant résume le nombre de protections par décennie (ou par année avant 1880) :
- Haut – A
- B
- C
- D
- E
- F
- G
- H
- I
- J
- K
- L
- M
- N
- O
- P
- Q
- R
- S
- T
- U
- V
- W
- X
- Y
- Z

## Liste
| Monument                                                                   | Commune                  | Adresse                                                                                      | Coordonnées                                    | Notice                                         | Protection                                     | Date                                           | Illustration                                                             |
| -------------------------------------------------------------------------- | ------------------------ | -------------------------------------------------------------------------------------------- | ---------------------------------------------- | ---------------------------------------------- | ---------------------------------------------- | ---------------------------------------------- | ------------------------------------------------------------------------ |
| Castellaras de Thorenc                                                     | Andon                    | Castellaras                                                                                  | 43° 47′ 30″ nord, 6° 50′ 20″ est               | « PA00080961 »                                 | Inscrit                                        | 1991                                           | Castellaras de Thorenc                                                   |
| Fort Carré                                                                 | Antibes                  |                                                                                              | 43° 35′ 25″ nord, 7° 07′ 38″ est               | « PA00080656 »                                 | Classé                                         | 1906 1913                                      | Fort Carré                                                               |
| Château des Grimaldi Musée Picasso                                         | Antibes                  |                                                                                              | 43° 34′ 50″ nord, 7° 07′ 42″ est               | « PA00080651 »                                 | Classé                                         | 1928                                           | Château des GrimaldiMusée Picasso                                        |
| Cathédrale Notre-Dame-de-la-Platea                                         | Antibes                  |                                                                                              | 43° 34′ 52″ nord, 7° 07′ 42″ est               | « PA00080653 »                                 | Classé                                         | 1945                                           | Cathédrale Notre-Dame-de-la-Platea                                       |
| Chapelle Saint-Esprit                                                      | Antibes                  |                                                                                              | 43° 34′ 53″ nord, 7° 07′ 42″ est               | « PA00080653 »                                 | Classé                                         | 1945                                           | Chapelle Saint-Esprit                                                    |
| Monument romain provenant de Biot Trophée de la Brague                     | Antibes                  | Réserves du bastion Saint-André                                                              | 43° 34′ 39″ nord, 7° 07′ 34″ est               | « PA00080658 »                                 | Classé                                         | 1945                                           | Monument romain provenant de BiotTrophée de la Brague                    |
| Tour Grimaldi                                                              | Antibes                  |                                                                                              | 43° 34′ 52″ nord, 7° 07′ 42″ est               | « PA00080653 »                                 | Classé                                         | 1945                                           | Tour Grimaldi                                                            |
| Bastide du Roy                                                             | Antibes                  | Avenue Jules-Grec                                                                            | 43° 36′ 50″ nord, 7° 06′ 25″ est               | « PA00080650 »                                 | Classé Inscrit                                 | 1990 1988                                      | Image manquante Téléverser                                               |
| Église Notre-Dame de la Garoupe                                            | Antibes                  |                                                                                              | 43° 33′ 51″ nord, 7° 07′ 55″ est               | « PA00080652 »                                 | Inscrit                                        | 1926                                           | Église Notre-Dame de la Garoupe                                          |
| Fontaine et colonne romaine                                                | Antibes                  | Rue Georges-Clemenceau                                                                       | 43° 34′ 54″ nord, 7° 07′ 35″ est               | « PA00080655 »                                 | Inscrit                                        | 1928                                           | Fontaine et colonne romaine                                              |
| Porte de France                                                            | Antibes                  |                                                                                              | 43° 34′ 50″ nord, 7° 07′ 18″ est               | « PA00080657 »                                 | Inscrit                                        | 1928                                           | Porte de France                                                          |
| Bastion Saint-André                                                        | Antibes                  |                                                                                              | 43° 34′ 38″ nord, 7° 07′ 34″ est               | « PA00080660 »                                 | Inscrit                                        | 1930                                           | Bastion Saint-André                                                      |
| Pont du Bourget                                                            | Antibes                  | Chemin du Pont-romain                                                                        | 43° 36′ 38″ nord, 7° 07′ 00″ est               | « PA00080659 »                                 | Inscrit                                        | 1935                                           | Image manquante Téléverser                                               |
| Aqueduc de Clausonnes                                                      | Antibes                  | Vallon du Fuguerret                                                                          | 43° 36′ 20″ nord, 7° 04′ 04″ est               | « PA00080649 »                                 | Inscrit                                        | 1936                                           | Aqueduc de Clausonnes                                                    |
| Enceinte gréco-romaine                                                     | Antibes                  |                                                                                              | 43° 34′ 48″ nord, 7° 07′ 39″ est               | « PA00080654 »                                 | Inscrit                                        | 1939                                           | Enceinte gréco-romaine                                                   |
| Chapelle Saint-Jean                                                        | Antibes                  | Route de Saint-Jean                                                                          | 43° 35′ 11″ nord, 7° 05′ 28″ est               | « PA00080926 »                                 | Inscrit                                        | 1989                                           | Chapelle Saint-Jean                                                      |
| Villa André-Bloc                                                           | Antibes                  | 31 avenue Aimée-Bourreau                                                                     | 43° 33′ 55″ nord, 7° 08′ 03″ est               | « PA00080927 »                                 | Inscrit                                        | 1989                                           | Villa André-Bloc                                                         |
| Chapelle Saint-Bernardin                                                   | Antibes                  | 14 rue Rostan                                                                                | 43° 34′ 54″ nord, 7° 07′ 29″ est               | « PA00135611 »                                 | Inscrit                                        | 1995                                           | Chapelle Saint-Bernardin                                                 |
| Villa El Djézaïr                                                           | Antibes                  | Juan-les-Pins 1 boulevard Charles-Guillaumont                                                | 43° 34′ 16″ nord, 7° 06′ 04″ est               | « PA06000009 »                                 | Inscrit                                        | 1999                                           | Villa El Djézaïr                                                         |
| Église Saint-Jacques-le-Majeur                                             | Le Bar-sur-Loup          |                                                                                              | 43° 42′ 06″ nord, 6° 59′ 23″ est               | « PA00080661 »                                 | Inscrit                                        | 1940                                           | Église Saint-Jacques-le-Majeur                                           |
| Villa Kérylos                                                              | Beaulieu-sur-Mer         |                                                                                              | 43° 42′ 11″ nord, 7° 20′ 02″ est               | « PA00080664 »                                 | Classé                                         | 1966                                           | Villa Kérylos                                                            |
| Hôtel Bristol                                                              | Beaulieu-sur-Mer         | Rue du Lieutenant-Colonelli                                                                  | 43° 42′ 18″ nord, 7° 19′ 58″ est               | « PA00080662 »                                 | Inscrit                                        | 1978                                           | Hôtel Bristol                                                            |
| Villa de May                                                               | Beaulieu-sur-Mer         | Rue Charles II comte de Provence (Ex Avenue Edith Cavell prolongée)                          | 43° 42′ 14″ nord, 7° 19′ 41″ est               | « PA00080663 »                                 | Inscrit                                        | 1980                                           | Villa de May                                                             |
| Camp ligure du Mont des Mules                                              | Beausoleil               | Route de La Turbie                                                                           | 43° 44′ 47″ nord, 7° 25′ 21″ est               | « PA00080665 »                                 | Classé                                         | 1939                                           | Image manquante Téléverser                                               |
| Riviera Palace                                                             | Beausoleil               | Avenue du Professeur-Langevin Rue du Riviera-Palace                                          | 43° 44′ 40″ nord, 7° 25′ 22″ est               | « PA00080928 »                                 | Inscrit                                        | 1989                                           | Riviera Palace                                                           |
| Villa Juturne                                                              | Beausoleil               | 22 avenue du général de Gaulle                                                               | 43° 44′ 40″ nord, 7° 25′ 40″ est               | « PA06000052 »                                 | Inscrit                                        | 2018                                           | Image manquante Téléverser                                               |
| Chapelle des Pénitents blancs                                              | Beuil                    | Place de l'Église                                                                            | 44° 05′ 38″ nord, 6° 59′ 26″ est               | « PA00080666 »                                 | Inscrit                                        | 1984                                           | Chapelle des Pénitents blancs                                            |
| Tour de la Chèvre d'Or                                                     | Biot                     |                                                                                              | 43° 37′ 16″ nord, 7° 05′ 42″ est               | « PA00080669 »                                 | Classé                                         | 1943                                           | Tour de la Chèvre d'Or                                                   |
| Église Sainte-Marie-Madeleine                                              | Biot                     |                                                                                              | 43° 37′ 36″ nord, 7° 05′ 59″ est               | « PA00080668 »                                 | Classé                                         | 1984                                           | Église Sainte-Marie-Madeleine                                            |
| Chapelle Saint-Roch                                                        | Biot                     |                                                                                              | 43° 37′ 42″ nord, 7° 05′ 47″ est               | « PA00080667 »                                 | Inscrit                                        | 1949                                           | Chapelle Saint-Roch                                                      |
| Chapelle Notre-Dame-des-Monts                                              | Breil-sur-Roya           | Route de La Madone-du-Mont                                                                   | 43° 56′ 25″ nord, 7° 30′ 17″ est               | « PA00080671 »                                 | Classé                                         | 1978                                           | Chapelle Notre-Dame-des-Monts                                            |
| Église Santa-Maria-in-Albis                                                | Breil-sur-Roya           | Place Brancion                                                                               | 43° 56′ 17″ nord, 7° 30′ 51″ est               | « PA00080676 »                                 | Classé                                         | 1978                                           | Église Santa-Maria-in-Albis                                              |
| Chapelle Sainte-Catherine Chapelle des Pénitents blancs Salle d'exposition | Breil-sur-Roya           | Place Biancheri                                                                              | 43° 56′ 14″ nord, 7° 30′ 51″ est               | « PA00080673 »                                 | Classé                                         | 1979                                           | Chapelle Sainte-CatherineChapelle des Pénitents blancsSalle d'exposition |
| Chapelle de la Miséricorde Chapelle des Pénitents noirs                    | Breil-sur-Roya           | Place Brancion                                                                               | 43° 56′ 17″ nord, 7° 30′ 51″ est               | « PA00080676 »                                 | Classé                                         | 1978                                           | Chapelle de la MiséricordeChapelle des Pénitents noirs                   |
| Clocher Saint-Jean                                                         | Breil-sur-Roya           |                                                                                              | 43° 56′ 39″ nord, 7° 30′ 50″ est               | « PA00080674 »                                 | Inscrit                                        | 1935                                           | Clocher Saint-Jean                                                       |
| Chapelle Saint-Antoine-l'Ermite                                            | Breil-sur-Roya           | Ancienne route du sel venant de Vintimille                                                   | 43° 56′ 12″ nord, 7° 31′ 00″ est               | « PA00080672 »                                 | Inscrit                                        | 1936                                           | Chapelle Saint-Antoine-l'Ermite                                          |
| Chapelle Notre-Dame-des-Grâces                                             | Breil-sur-Roya           |                                                                                              | 43° 56′ 12″ nord, 7° 29′ 33″ est               | « PA00080670 »                                 | Inscrit                                        | 1937                                           | Chapelle Notre-Dame-des-Grâces                                           |
| Porte de Gênes                                                             | Breil-sur-Roya           | Ancienne route du sel venant de Vintimille                                                   | 43° 56′ 13″ nord, 7° 31′ 02″ est               | « PA00080677 »                                 | Inscrit                                        | 1986                                           | Porte de Gênes                                                           |
| Église Saint-Marc                                                          | Breil-sur-Roya           | Piène-Haute                                                                                  | 43° 54′ 11″ nord, 7° 30′ 56″ est               | « PA00080675 »                                 | Inscrit                                        | 1987                                           | Église Saint-Marc                                                        |
| Chapelle Notre-Dame-de-la-Visitation Chapelle des Pénitents blancs         | Breil-sur-Roya           | Piène-Haute                                                                                  | 43° 54′ 07″ nord, 7° 30′ 52″ est               | « PA00080963 »                                 | Inscrit                                        | 1992                                           | Chapelle Notre-Dame-de-la-VisitationChapelle des Pénitents blancs        |
| Chapelle Saint-Martin                                                      | Briançonnet              |                                                                                              | 43° 51′ 52″ nord, 6° 45′ 26″ est               | « PA00080678 »                                 | Inscrit                                        | 1936                                           | Chapelle Saint-Martin                                                    |
| Chapelle de l'Annonciation                                                 | La Brigue                | Grand-Place                                                                                  | 44° 03′ 46″ nord, 7° 36′ 50″ est               | « PA00080682 »                                 | Classé                                         | 1949                                           | Chapelle de l'Annonciation                                               |
| Chapelle de l'Assomption                                                   | La Brigue                | Grand-Place                                                                                  | 44° 03′ 47″ nord, 7° 36′ 48″ est               | « PA00080679 »                                 | Classé                                         | 1949                                           | Chapelle de l'Assomption                                                 |
| Chapelle Saint-Michel                                                      | La Brigue                | Place de Nice                                                                                | 44° 03′ 47″ nord, 7° 36′ 59″ est               | « PA00080681 »                                 | Classé                                         | 1949                                           | Chapelle Saint-Michel                                                    |
| Collégiale Saint-Martin                                                    | La Brigue                | Grand-Place                                                                                  | 44° 03′ 46″ nord, 7° 36′ 49″ est               | « PA00080684 »                                 | Classé                                         | 1949                                           | Collégiale Saint-Martin                                                  |
| Chapelle Notre-Dame-des-Fontaines                                          | La Brigue                |                                                                                              | 44° 03′ 44″ nord, 7° 39′ 15″ est               | « PA00080680 »                                 | Classé                                         | 1951                                           | Chapelle Notre-Dame-des-Fontaines                                        |
| Château des Seigneurs de la Brigue                                         | La Brigue                |                                                                                              | 44° 03′ 43″ nord, 7° 36′ 53″ est               | « PA00080683 »                                 | Inscrit                                        | 1949                                           | Château des Seigneurs de la Brigue                                       |
| Pont du Coq                                                                | La Brigue                |                                                                                              | 44° 03′ 52″ nord, 7° 37′ 49″ est               | « PA00080685 »                                 | Inscrit                                        | 1987                                           | Pont du Coq                                                              |
| Chapelle Notre-Dame-de-Protection                                          | Cagnes-sur-Mer           |                                                                                              | 43° 40′ 05″ nord, 7° 08′ 47″ est               | « PA00080686 »                                 | Classé                                         | 1939                                           | Chapelle Notre-Dame-de-Protection                                        |
| Château Grimaldi                                                           | Cagnes-sur-Mer           |                                                                                              | 43° 40′ 02″ nord, 7° 08′ 44″ est               | « PA00080687 »                                 | Classé                                         | 1948                                           | Château Grimaldi                                                         |
| Domaine des Collettes                                                      | Cagnes-sur-Mer           | 19 chemin des Collettes                                                                      | 43° 40′ 04″ nord, 7° 09′ 25″ est               | « PA06000001 »                                 | Classé                                         | 2001                                           | Domaine des Collettes                                                    |
|                                                                            | Cannes                   | Voir liste des monuments historiques de Cannes                                               | Voir liste des monuments historiques de Cannes | Voir liste des monuments historiques de Cannes | Voir liste des monuments historiques de Cannes | Voir liste des monuments historiques de Cannes | Voir liste des monuments historiques de Cannes                           |
| Villa Le Bosquet                                                           | Le Cannet                | 29 avenue Victoria                                                                           | 43° 34′ 35″ nord, 7° 01′ 42″ est               | « PA00080700 »                                 | Classé                                         | 2007                                           | Villa Le Bosquet                                                         |
| Église Sainte-Catherine                                                    | Le Cannet                |                                                                                              | 43° 34′ 23″ nord, 7° 01′ 03″ est               | « PA00080698 »                                 | Inscrit                                        | 1926                                           | Église Sainte-Catherine                                                  |
| Chapelle Notre-Dame-des-Anges                                              | Le Cannet                |                                                                                              | 43° 34′ 26″ nord, 7° 00′ 50″ est               | « PA00080697 »                                 | Inscrit                                        | 1941                                           | Chapelle Notre-Dame-des-Anges                                            |
| Tour des Danys                                                             | Le Cannet                |                                                                                              | 43° 34′ 27″ nord, 7° 01′ 17″ est               | « PA00080699 »                                 | Inscrit                                        | 1941                                           | Tour des Danys                                                           |
| Chapelle Saint-Sébastien                                                   | Castellar                | Dans le cimetière                                                                            | 43° 48′ 24″ nord, 7° 29′ 55″ est               | « PA00080701 »                                 | Inscrit                                        | 1925                                           | Chapelle Saint-Sébastien                                                 |
| Abri Pendimoun                                                             | Castellar                |                                                                                              | 43° 48′ 47″ nord, 7° 30′ 22″ est               | « PA06000028 »                                 | Inscrit                                        | 2007                                           | Image manquante Téléverser                                               |
| Église Notre-Dame du Brusc                                                 | Châteauneuf-Grasse       | Chemin Notre-Dame-du-Brusc                                                                   | 43° 39′ 15″ nord, 6° 59′ 07″ est               | « PA00080703 »                                 | Classé                                         | 1986                                           | Église Notre-Dame du Brusc                                               |
| Église Notre-Dame-de-l'Assomption                                          | Châteauneuf-Villevieille |                                                                                              | 43° 48′ 32″ nord, 7° 17′ 47″ est               | « PA00080702 »                                 | Inscrit                                        | 1928                                           | Église Notre-Dame-de-l'Assomption                                        |
| Chapelle Saint-Claude                                                      | Cipières                 | Route de Grasse                                                                              | 43° 46′ 50″ nord, 6° 57′ 30″ est               | « PA00080704 »                                 | Inscrit                                        | 1979                                           | Chapelle Saint-Claude                                                    |
| Église Saint-Mayeul                                                        | Cipières                 | Rue de l'Église                                                                              | 43° 47′ 00″ nord, 6° 57′ 20″ est               | « PA00080705 »                                 | Inscrit                                        | 1989                                           | Église Saint-Mayeul                                                      |
| Chapelle Saint-Antoine                                                     | Clans                    | Route de la Tour                                                                             | 43° 59′ 36″ nord, 7° 08′ 47″ est               | « PA00080706 »                                 | Classé                                         | 1942                                           | Chapelle Saint-Antoine                                                   |
| Chapelle Saint-Michel                                                      | Clans                    | Chemin de Sainte-Anne                                                                        | 43° 59′ 45″ nord, 7° 09′ 15″ est               | « PA00080707 »                                 | Classé                                         | 2000                                           | Chapelle Saint-Michel                                                    |
| Collégiale Sainte-Marie                                                    | Clans                    |                                                                                              | 43° 59′ 46″ nord, 7° 08′ 58″ est               | « PA00080708 »                                 | Classé                                         | 2000                                           | Collégiale Sainte-Marie                                                  |
| Chapelle Saint-Sébastien                                                   | Coaraze                  | Route du Jouncas                                                                             | 43° 51′ 11″ nord, 7° 17′ 18″ est               | « PA00080709 »                                 | Classé                                         | 2001                                           | Chapelle Saint-Sébastien                                                 |
| Église Saint-Jean-Baptiste de Coaraze                                      | Coaraze                  |                                                                                              | 43° 51′ 38″ nord, 7° 17′ 45″ est               | « PA06000050 »                                 | Inscrit                                        | 2018                                           | Église Saint-Jean-Baptiste de Coaraze                                    |
| Abbaye du Canadel                                                          | La Colle-sur-Loup        | Quartier du Canadel                                                                          | 43° 41′ 08″ nord, 7° 06′ 11″ est               | « PA00080710 »                                 | Inscrit                                        | 1927                                           | Abbaye du Canadel                                                        |
| Château de Montfort                                                        | La Colle-sur-Loup        |                                                                                              | 43° 40′ 44″ nord, 7° 06′ 35″ est               | « PA00080711 »                                 | Inscrit                                        | 1969                                           | Château de Montfort                                                      |
| Fontaine de Contes                                                         | Contes                   | Place de l'Église                                                                            | 43° 48′ 43″ nord, 7° 18′ 53″ est               | « PA00080713 »                                 | Classé                                         | 1906                                           | Fontaine de Contes                                                       |
| Forge de Contes                                                            | Contes                   | Chemin du Martinet                                                                           | 43° 48′ 48″ nord, 7° 18′ 36″ est               | « PA00080714 »                                 | Classé Inscrit                                 | 1979 1992                                      | Image manquante Téléverser                                               |
| Église Sainte-Marie-Madeleine                                              | Contes                   | Place de l'Église                                                                            | 43° 48′ 43″ nord, 7° 18′ 53″ est               | « PA00080712 »                                 | Inscrit                                        | 1943                                           | Église Sainte-Marie-Madeleine                                            |
| Chapelle Saint-Michel                                                      | Coursegoules             |                                                                                              | 43° 48′ 04″ nord, 7° 01′ 54″ est               | « PA00080715 »                                 | Inscrit                                        | 1978                                           | Chapelle Saint-Michel                                                    |
| Église Sainte-Marie-Madeleine                                              | Coursegoules             |                                                                                              | 43° 47′ 40″ nord, 7° 02′ 24″ est               | « PA00080716 »                                 | Inscrit                                        | 1982                                           | Église Sainte-Marie-Madeleine                                            |
| Chapelle Saint-Sébastien                                                   | Entraunes                |                                                                                              | 44° 11′ 22″ nord, 6° 44′ 54″ est               | « PA00080717 »                                 | Classé                                         | 1947                                           | Chapelle Saint-Sébastien                                                 |
| Église Saint-Pierre-ès-Liens                                               | L'Escarène               |                                                                                              | 43° 50′ 04″ nord, 7° 21′ 18″ est               | « PA00080718 »                                 | Classé                                         | 1978                                           | Église Saint-Pierre-ès-Liens                                             |
| Dolmen des Claps                                                           | Escragnolles             |                                                                                              | 43° 43′ 33″ nord, 6° 47′ 10″ est               | « PA00080719 »                                 | Classé                                         | 1921                                           | Dolmen des Claps                                                         |
| Église Notre-Dame-de-l'Assomption                                          | Èze                      |                                                                                              | 43° 43′ 43″ nord, 7° 21′ 42″ est               | « PA00080720 »                                 | Classé                                         | 1984                                           | Église Notre-Dame-de-l'Assomption                                        |
| Oppidum du Castellar                                                       | Èze                      |                                                                                              | 43° 43′ 49″ nord, 7° 21′ 00″ est               | « PA06000002 »                                 | Inscrit                                        | 1996                                           | Image manquante Téléverser                                               |
| Pyramide de Falicon                                                        | Falicon                  | La Bastide                                                                                   | 43° 45′ 00″ nord, 7° 15′ 37″ est               | « PA06000029 »                                 | Inscrit                                        | 2007                                           | Pyramide de Falicon                                                      |
| Église Notre-Dame-de-la-Visitation                                         | Fontan                   |                                                                                              | 44° 00′ 15″ nord, 7° 33′ 15″ est               | « PA00080721 »                                 | Classé                                         | 1949                                           | Église Notre-Dame-de-la-Visitation                                       |
| Église Saint-Sauveur de Gars                                               | Gars                     |                                                                                              | 43° 51′ 57″ nord, 6° 48′ 11″ est               | « PA00080723 »                                 | Inscrit                                        | 1936                                           | Église Saint-Sauveur de Gars                                             |
| Chapelle Saint-Joseph                                                      | Gars                     |                                                                                              | 43° 51′ 45″ nord, 6° 48′ 51″ est               | « PA00080722 »                                 | Inscrit                                        | 1937                                           | Chapelle Saint-Joseph                                                    |
| Château de Gilette                                                         | Gilette                  |                                                                                              | 43° 51′ 01″ nord, 7° 09′ 40″ est               | « PA00080724 »                                 | Inscrit                                        | 1933                                           | Château de Gilette                                                       |
| Église Saint-Vincent                                                       | Gourdon                  |                                                                                              | 43° 43′ 11″ nord, 6° 58′ 43″ est               | « PA00080726 »                                 | Inscrit                                        | 1931                                           | Église Saint-Vincent                                                     |
| Château de Gourdon                                                         | Gourdon                  |                                                                                              | 43° 43′ 12″ nord, 6° 58′ 42″ est               | « PA00080725 »                                 | Inscrit                                        | 1972                                           | Château de Gourdon                                                       |
|                                                                            | Grasse                   | Voir liste des monuments historiques de Grasse                                               | Voir liste des monuments historiques de Grasse | Voir liste des monuments historiques de Grasse | Voir liste des monuments historiques de Grasse | Voir liste des monuments historiques de Grasse | Voir liste des monuments historiques de Grasse                           |
| Chapelle Saint-Étienne                                                     | Gréolières               | Hautes-Gréolières                                                                            | 43° 47′ 54″ nord, 6° 56′ 40″ est               | « PA00080744 »                                 | Classé                                         | 1983                                           | Chapelle Saint-Étienne                                                   |
| Borne milliaire                                                            | Gréolières               |                                                                                              | 43° 47′ 45″ nord, 6° 56′ 13″ est               | « PA00080743 »                                 | Inscrit                                        | 1935                                           | Borne milliaire                                                          |
| Château de Gréolières                                                      | Gréolières               |                                                                                              | 43° 47′ 41″ nord, 6° 56′ 33″ est               | « PA00080745 »                                 | Inscrit                                        | 1976                                           | Château de Gréolières                                                    |
| Église Saint-Pierre                                                        | Gréolières               |                                                                                              | 43° 47′ 43″ nord, 6° 56′ 35″ est               | « PA00080746 »                                 | Inscrit                                        | 1984                                           | Église Saint-Pierre                                                      |
| Clocher roman                                                              | Isola                    |                                                                                              | 44° 11′ 06″ nord, 7° 03′ 19″ est               | « PA00080747 »                                 | Classé                                         | 1908                                           | Clocher roman                                                            |
| Maison Gibert                                                              | Isola                    |                                                                                              | 44° 11′ 17″ nord, 7° 03′ 21″ est               | « PA00080748 »                                 | Inscrit                                        | 1942                                           | Image manquante Téléverser                                               |
| Abbaye de la Madone-des-Prés                                               | Levens                   | Chemin de la Madone                                                                          | 43° 51′ 07″ nord, 7° 14′ 17″ est               | « PA00080749 »                                 | Classé                                         | 1965                                           | Abbaye de la Madone-des-Prés                                             |
| Église Saint-Antonin                                                       | Levens                   |                                                                                              | 43° 51′ 37″ nord, 7° 13′ 27″ est               | « PA00080750 »                                 | Inscrit                                        | 1941                                           | Église Saint-Antonin                                                     |
| Passage voûté de Levens                                                    | Levens                   | Passage situé au départ de la rue Anfossi                                                    | 43° 51′ 36″ nord, 7° 13′ 32″ est               | « PA00080751 »                                 | Inscrit                                        | 1942                                           | Passage voûté de Levens                                                  |
| Rempart                                                                    | Levens                   |                                                                                              | 43° 51′ 34″ nord, 7° 13′ 32″ est               | « PA00080752 »                                 | Inscrit                                        | 1942                                           | Rempart                                                                  |
| Église de la Nativité-de-Notre-Dame                                        | Lieuche                  |                                                                                              | 43° 59′ 44″ nord, 7° 00′ 58″ est               | « PA00080753 »                                 | Inscrit                                        | 1989                                           | Église de la Nativité-de-Notre-Dame                                      |
| Chapelle Saint-Grat                                                        | Lucéram                  | CD 2566, route de L'Escarène                                                                 | 43° 52′ 50″ nord, 7° 21′ 23″ est               | « PA00080755 »                                 | Classé                                         | 1928                                           | Chapelle Saint-Grat                                                      |
| Chapelle Notre-Dame-de-Bon-Cœur                                            | Lucéram                  | CD 2566, vers le col de Saint-Roch                                                           | 43° 53′ 16″ nord, 7° 21′ 10″ est               | « PA00080754 »                                 | Classé                                         | 1942                                           | Chapelle Notre-Dame-de-Bon-Cœur                                          |
| Église Sainte-Marguerite                                                   | Lucéram                  | Rue de l'Église                                                                              | 43° 53′ 00″ nord, 7° 21′ 42″ est               | « PA00080757 »                                 | Classé                                         | 1983                                           | Église Sainte-Marguerite                                                 |
| Rempart de Lucéram Château de Lucéram                                      | Lucéram                  | Place de Liera                                                                               | 43° 53′ 04″ nord, 7° 21′ 43″ est               | « PA00080756 »                                 | Inscrit                                        | 1927                                           | Rempart de LucéramChâteau de Lucéram                                     |
| Maison Fenêtre géminée                                                     | Lucéram                  | 2 la Placette                                                                                | 43° 53′ 01″ nord, 7° 21′ 41″ est               | « PA00080758 »                                 | Inscrit                                        | 1932                                           | MaisonFenêtre géminée                                                    |
| Chapelle Saint-Pierre                                                      | Lucéram                  | Place Honoré-Barralis                                                                        | 43° 53′ 00″ nord, 7° 21′ 36″ est               | « PA06000026 »                                 | Inscrit                                        | 2005                                           | Chapelle Saint-Pierre                                                    |
| Château de la Napoule                                                      | Mandelieu-la-Napoule     |                                                                                              | 43° 31′ 24″ nord, 6° 56′ 35″ est               | « PA00080773 »                                 | Inscrit                                        | 1947                                           | Château de la Napoule                                                    |
| Église Notre-Dame                                                          | Le Mas                   |                                                                                              | 43° 50′ 37″ nord, 6° 51′ 30″ est               | « PA00080759 »                                 | Inscrit                                        | 1937                                           | Église Notre-Dame                                                        |
| Basilique Saint-Michel-Archange et chapelle de l'Immaculée-Conception      | Menton                   | Place Saint-Michel                                                                           | 43° 46′ 37″ nord, 7° 30′ 26″ est               | « PA00080762 »                                 | Classé Inscrit                                 | 1947 1961                                      | Basilique Saint-Michel-Archange et chapelle de l'Immaculée-Conception    |
| Hôtel Adhémar de Lantagnac                                                 | Menton                   | 24 rue Saint-Michel Rue des Marins                                                           | 43° 46′ 33″ nord, 7° 30′ 24″ est               | « PA00080763 »                                 | Classé                                         | 1977                                           | Hôtel Adhémar de Lantagnac                                               |
| Jardin des Romanciers                                                      | Menton                   | 6 avenue Blasco-Ibanez                                                                       | 43° 47′ 08″ nord, 7° 30′ 58″ est               | « PA00080766 »                                 | Classé                                         | 1990                                           | Jardin des Romanciers                                                    |
| Serre de la Madone                                                         | Menton                   | 74 route de Gorbio                                                                           | 43° 46′ 32″ nord, 7° 28′ 31″ est               | « PA00080768 »                                 | Classé                                         | 1990                                           | Serre de la Madone                                                       |
| Domaine des Colombières                                                    | Menton                   | Route des Colombières                                                                        | 43° 47′ 15″ nord, 7° 31′ 00″ est               | « PA00080761 »                                 | Classé                                         | 1991                                           | Domaine des Colombières                                                  |
| Chapelle Saint-Jacques                                                     | Menton                   | 57 quai Laurent                                                                              | 43° 46′ 58″ nord, 7° 30′ 44″ est               | « PA00080760 »                                 | Inscrit                                        | 1948                                           | Chapelle Saint-Jacques                                                   |
| Palais Carnoles                                                            | Menton                   | Carnoles, R.N. 7                                                                             | 43° 46′ 00″ nord, 7° 29′ 17″ est               | « PA00080767 »                                 | Inscrit                                        | 1969                                           | Palais Carnoles                                                          |
| Hôtel Winter-Palace                                                        | Menton                   | 20B avenue Riviera                                                                           | 43° 46′ 38″ nord, 7° 29′ 29″ est               | « PA00080765 »                                 | Inscrit                                        | 1975                                           | Image manquante Téléverser                                               |
| Hôtel Riviera-Palace                                                       | Menton                   | 28 avenue Riviera                                                                            | 43° 46′ 39″ nord, 7° 29′ 24″ est               | « PA00080764 »                                 | Inscrit Inscrit                                | 1979 2011                                      | Hôtel Riviera-Palace                                                     |
| Hôtel Pretti                                                               | Menton                   | 43-53 rue Longue 29-31 quai Bonaparte                                                        | 43° 46′ 39″ nord, 7° 30′ 27″ est               | « PA00080935 »                                 | Inscrit                                        | 1989                                           | Hôtel Pretti                                                             |
| Immeuble de la rue de la Marne                                             | Menton                   | 20 rue de la Marne-Maréchal-Joffre 19 rue Loredan-Larchey                                    | 43° 46′ 37″ nord, 7° 30′ 11″ est               | « PA00080955 »                                 | Inscrit                                        | 1990                                           | Immeuble de la rue de la Marne                                           |
| Immeuble Glena                                                             | Menton                   | 2-4 rue Guyau Avenue du Général-Galliéni                                                     | 43° 46′ 34″ nord, 7° 30′ 18″ est               | « PA00080936 »                                 | Inscrit                                        | 1990                                           | Immeuble Glena                                                           |
| Maison de la rue Loredan-Larchey                                           | Menton                   | 15 rue Loredan-Larchey                                                                       | 43° 46′ 36″ nord, 7° 30′ 12″ est               | « PA00080937 »                                 | Inscrit                                        | 1990                                           | Maison de la rue Loredan-Larchey                                         |
| Villa Les Mouettes                                                         | Menton                   | 8bis rue Guyau Escalier Léopold-Bernstamm                                                    | 43° 46′ 36″ nord, 7° 30′ 16″ est               | « PA00080956 »                                 | Inscrit                                        | 1990                                           | Villa Les Mouettes                                                       |
| Villa Tempe a païa                                                         | Menton                   | 187 route de Castellar                                                                       | 43° 47′ 30″ nord, 7° 30′ 00″ est               | « PA00080938 »                                 | Inscrit                                        | 1990                                           | Villa Tempe a païa                                                       |
| Jardin du Clos du Peyronnet                                                | Menton                   | 13 avenue Aristide-Briand                                                                    | 43° 47′ 11″ nord, 7° 31′ 22″ est               | « PA06000049 »                                 | Inscrit                                        | 2017                                           | Image manquante Téléverser                                               |
| Château de Mouans                                                          | Mouans-Sartoux           |                                                                                              | 43° 37′ 14″ nord, 6° 58′ 09″ est               | « PA00080769 »                                 | Inscrit                                        | 1989                                           | Château de Mouans                                                        |
| Chapelle Notre-Dame-de-Vie                                                 | Mougins                  |                                                                                              | 43° 35′ 43″ nord, 7° 00′ 20″ est               | « PA00080770 »                                 | Inscrit                                        | 1927                                           | Chapelle Notre-Dame-de-Vie                                               |
| Chapelle Saint-Barthélémy                                                  | Mougins                  |                                                                                              | 43° 35′ 55″ nord, 6° 58′ 49″ est               | « PA00080771 »                                 | Inscrit                                        | 1941                                           | Chapelle Saint-Barthélémy                                                |
| Rempart Porte Sarrazine                                                    | Mougins                  |                                                                                              | 43° 36′ 02″ nord, 6° 59′ 44″ est               | « PA00080772 »                                 | Inscrit                                        | 1942                                           | RempartPorte Sarrazine                                                   |
|                                                                            | Nice                     | Voir liste des monuments historiques de Nice                                                 | Voir liste des monuments historiques de Nice   | Voir liste des monuments historiques de Nice   | Voir liste des monuments historiques de Nice   | Voir liste des monuments historiques de Nice   | Voir liste des monuments historiques de Nice                             |
| Église Sainte-Marie-de-l'Assomption                                        | Peille                   | La Torre                                                                                     | 43° 48′ 18″ nord, 7° 24′ 14″ est               | « PA00080812 »                                 | Inscrit                                        | 1925                                           | Église Sainte-Marie-de-l'Assomption                                      |
| Place Lascaris                                                             | Peille                   | La Colle, place du Mont-Agel (ancienne place Lascaris)                                       | 43° 48′ 10″ nord, 7° 24′ 10″ est               | « PA00080813 »                                 | Inscrit                                        | 1942                                           | Place Lascaris                                                           |
| Chapelle des Pénitents blancs                                              | Peillon                  |                                                                                              | 43° 46′ 44″ nord, 7° 22′ 53″ est               | « PA00080814 »                                 | Classé                                         | 2000                                           | Chapelle des Pénitents blancs                                            |
| Fontaine                                                                   | Peillon                  |                                                                                              | 43° 46′ 42″ nord, 7° 22′ 56″ est               | « PA00080815 »                                 | Inscrit                                        | 1941                                           | Fontaine                                                                 |
| Église Saint-Arige-et-Saint-Vincent-de-Saragosse                           | Péone                    | rue de l'église                                                                              | 44° 06′ 59″ nord, 6° 54′ 22″ est               | « PA00080816 »                                 | Inscrit                                        | 1948                                           | Église Saint-Arige-et-Saint-Vincent-de-Saragosse                         |
| Église Saint-Sébastien-Saint-Martin                                        | Pierrefeu                |                                                                                              | 43° 52′ 31″ nord, 7° 04′ 46″ est               | « PA00080817 »                                 | Inscrit                                        | 1968                                           | Église Saint-Sébastien-Saint-Martin                                      |
| Église Notre-Dame-de-l'Assomption                                          | Puget-Théniers           |                                                                                              | 43° 57′ 21″ nord, 6° 53′ 44″ est               | « PA00080944 »                                 | Inscrit                                        | 1989                                           | Église Notre-Dame-de-l'Assomption                                        |
| Église Saint-Michel-de-Gast                                                | Roquebillière            | La Bourgade                                                                                  | 44° 01′ 04″ nord, 7° 18′ 35″ est               | « PA00080818 »                                 | Classé                                         | 1994                                           | Église Saint-Michel-de-Gast                                              |
| Mausolée de Lumone                                                         | Roquebrune-Cap-Martin    | Lumone                                                                                       | 43° 45′ 30″ nord, 7° 28′ 25″ est               | « PA00080823 » « PA00080820 »                  | Classé                                         | 1951                                           | Mausolée de Lumone                                                       |
| Site corbuséen du Cap Martin                                               | Roquebrune-Cap-Martin    | Promenade Le-Corbusier                                                                       | 43° 45′ 37″ nord, 7° 27′ 29″ est               | « PA00132719 »                                 | Classé Inscrit                                 | 1996 1994                                      | Site corbuséen du Cap Martin                                             |
| Villa E-1027                                                               | Roquebrune-Cap-Martin    | Massolin Promenade Le-Corbusier                                                              | 43° 45′ 36″ nord, 7° 27′ 47″ est               | « PA00080824 »                                 | Classé                                         | 2000                                           | Villa E-1027                                                             |
| Grotte du Vallonnet                                                        | Roquebrune-Cap-Martin    | Chemin de Menton                                                                             | 43° 45′ 51″ nord, 7° 28′ 11″ est               | « PA00080821 »                                 | Classé                                         | 2004                                           | Image manquante Téléverser                                               |
| Château des Grimaldi                                                       | Roquebrune-Cap-Martin    |                                                                                              | 43° 45′ 55″ nord, 7° 27′ 35″ est               | « PA00080819 »                                 | Inscrit                                        | 1927                                           | Château des Grimaldi                                                     |
| Monastère Saint-Martin                                                     | Roquebrune-Cap-Martin    | avenue du Sémaphore                                                                          | 43° 45′ 08″ nord, 7° 28′ 50″ est               | « PA00080822 »                                 | Inscrit                                        | 1970                                           | Image manquante Téléverser                                               |
| Villa Cypris                                                               | Roquebrune-Cap-Martin    | Avenue Douine                                                                                | 43° 45′ 06″ nord, 7° 28′ 40″ est               | « PA00080958 »                                 | Inscrit                                        | 1990                                           | Villa Cypris                                                             |
| Villa Torre Clementina                                                     | Roquebrune-Cap-Martin    | Cap-Martin-Dragonnière Avenue Impératrice-Eugénie                                            | 43° 45′ 12″ nord, 7° 28′ 25″ est               | « PA00080959 »                                 | Inscrit                                        | 1991                                           | Villa Torre Clementina                                                   |
| Église Sainte-Arige                                                        | Roquestéron              |                                                                                              | 43° 52′ 26″ nord, 7° 00′ 21″ est               | « PA06000046 »                                 | Inscrit                                        | 2014                                           | Église Sainte-Arige                                                      |
| Église Sainte-Pétronille                                                   | Roquestéron-Grasse       |                                                                                              | 43° 52′ 19″ nord, 7° 00′ 18″ est               | « PA00080825 »                                 | Inscrit                                        | 1942                                           | Église Sainte-Pétronille                                                 |
| Canal de la Vésubie Siphon de Saint-Blaise                                 | La Roquette-sur-Var      |                                                                                              | 43° 48′ 59″ nord, 7° 13′ 03″ est               | « PA06000019 »                                 | Inscrit                                        | 2001                                           | Canal de la VésubieSiphon de Saint-Blaise                                |
| Chapelle Saint-Sébastien                                                   | Roubion                  | Le Collet de la Forêt                                                                        | 44° 05′ 25″ nord, 7° 02′ 44″ est               | « PA00080826 »                                 | Classé                                         | 1948                                           | Chapelle Saint-Sébastien                                                 |
| Château de Roubion                                                         | Roubion                  |                                                                                              | 44° 05′ 37″ nord, 7° 03′ 06″ est               | « PA00080827 »                                 | Inscrit                                        | 1941                                           | Château de Roubion                                                       |
| Chapelle Saint-Sébastien                                                   | Roure                    |                                                                                              | 44° 05′ 23″ nord, 7° 05′ 09″ est               | « PA00080828 »                                 | Classé                                         | 1989                                           | Chapelle Saint-Sébastien                                                 |
| Église Saint-Laurent                                                       | Roure                    |                                                                                              | 44° 05′ 22″ nord, 7° 05′ 16″ est               | « PA00080829 »                                 | Inscrit                                        | 1987                                           | Église Saint-Laurent                                                     |
| Château du Rouret                                                          | Le Rouret                | Le Vieux-Rouret                                                                              | 43° 41′ 34″ nord, 7° 00′ 19″ est               | « PA00080965 »                                 | Classé Inscrit                                 | 1994 1992                                      | Image manquante Téléverser                                               |
| Château de Saint-André                                                     | Saint-André              |                                                                                              | 43° 44′ 44″ nord, 7° 17′ 18″ est               | « PA00080830 »                                 | Classé Inscrit                                 | 1975                                           | Château de Saint-André                                                   |
| Canal de la Vésubie Section des vallons de la Garde et de Costa Rasta      | Saint-Blaise             |                                                                                              | 43° 48′ 37″ nord, 7° 13′ 15″ est               | « PA06000021 »                                 | Inscrit                                        | 2001                                           | Image manquante Téléverser                                               |
| Canal de la Vésubie Siphon de Saint-Blaise                                 | Saint-Blaise             |                                                                                              | 43° 48′ 59″ nord, 7° 13′ 03″ est               | « PA06000020 »                                 | Inscrit                                        | 2001                                           | Image manquante Téléverser                                               |
| Dolmen de la Graou                                                         | Saint-Cézaire-sur-Siagne |                                                                                              | 43° 39′ 05″ nord, 6° 48′ 58″ est               | « PA00080832 »                                 | Classé                                         | 1889                                           | Dolmen de la Graou                                                       |
| Dolmen de Lou Serre Dinguille                                              | Saint-Cézaire-sur-Siagne |                                                                                              | 43° 37′ 56″ nord, 6° 48′ 12″ est               | « PA00080833 »                                 | Classé                                         | 1889                                           | Dolmen de Lou Serre Dinguille                                            |
| Chapelle Notre-Dame-de-Sardaigne                                           | Saint-Cézaire-sur-Siagne | Dans le cimetière                                                                            | 43° 38′ 52″ nord, 6° 47′ 41″ est               | « PA00080831 »                                 | Inscrit                                        | 1939                                           | Chapelle Notre-Dame-de-Sardaigne                                         |
| Dolmen de Colbas 1                                                         | Saint-Cézaire-sur-Siagne |                                                                                              | 43° 39′ 25″ nord, 6° 49′ 54″ est               | « PA00080946 »                                 | Inscrit                                        | 1989                                           | Dolmen de Colbas 1                                                       |
| Dolmen de Mauvans Sud et Tombe en blocs                                    | Saint-Cézaire-sur-Siagne |                                                                                              | 43° 40′ 24″ nord, 6° 48′ 29″ est               | « PA00080947 »                                 | Inscrit                                        | 1989                                           | Dolmen de Mauvans Sud et Tombe en blocs                                  |
| Dolmen des Puades                                                          | Saint-Cézaire-sur-Siagne |                                                                                              | 43° 40′ 41″ nord, 6° 48′ 09″ est               | « PA00080945 »                                 | Inscrit                                        | 1989                                           | Dolmen des Puades                                                        |
| Chapelle Sainte-Marguerite                                                 | Saint-Dalmas-le-Selvage  |                                                                                              | 44° 17′ 04″ nord, 6° 51′ 54″ est               | « PA06000007 »                                 | Classé                                         | 2000                                           | Chapelle Sainte-Marguerite                                               |
| Église Saint-Dalmas                                                        | Saint-Dalmas-le-Selvage  |                                                                                              | 44° 17′ 00″ nord, 6° 52′ 01″ est               | « PA00080834 »                                 | Inscrit                                        | 1988                                           | Église Saint-Dalmas                                                      |
| Église Saint-Étienne                                                       | Saint-Étienne-de-Tinée   |                                                                                              | 44° 15′ 20″ nord, 6° 55′ 34″ est               | « PA00080838 »                                 | Classé Inscrit                                 | 1908 1935                                      | Église Saint-Étienne                                                     |
| Chapelle Saint-Érige                                                       | Saint-Étienne-de-Tinée   |                                                                                              | 44° 13′ 32″ nord, 6° 55′ 58″ est               | « PA00080837 »                                 | Classé                                         | 2000                                           | Chapelle Saint-Érige                                                     |
| Chapelle Saint-Maur                                                        | Saint-Étienne-de-Tinée   |                                                                                              | 44° 14′ 35″ nord, 6° 56′ 12″ est               | « PA00080948 »                                 | Classé                                         | 2000                                           | Chapelle Saint-Maur                                                      |
| Chapelle Saint-Sébastien                                                   | Saint-Étienne-de-Tinée   |                                                                                              | 44° 15′ 09″ nord, 6° 55′ 42″ est               | « PA00080949 »                                 | Classé                                         | 2000                                           | Chapelle Saint-Sébastien                                                 |
| Ancien couvent des Trinitaires Collège Jean Franco                         | Saint-Étienne-de-Tinée   |                                                                                              | 44° 15′ 27″ nord, 6° 55′ 20″ est               | « PA00080835 »                                 | Classé Inscrit                                 | 2009 1948                                      | Ancien couvent des TrinitairesCollège Jean Franco                        |
| Maison de Sébastien Fabri                                                  | Saint-Étienne-de-Tinée   | 20 rue du Portalet                                                                           | 44° 15′ 23″ nord, 6° 55′ 30″ est               | « PA00135613 »                                 | Inscrit                                        | 1995                                           | Maison de Sébastien Fabri                                                |
| Pilon d'Auron                                                              | Saint-Étienne-de-Tinée   |                                                                                              | 44° 13′ 38″ nord, 6° 56′ 05″ est               | « PA00080836 »                                 | Inscrit                                        | 1928                                           | Pilon d'Auron                                                            |
| Tour de Saint-Hospice Tour Génoise                                         | Saint-Jean-Cap-Ferrat    | Pointe de Saint-Hospice                                                                      | 43° 41′ 09″ nord, 7° 20′ 47″ est               | « PA00080840 »                                 | Classé                                         | 1931                                           | Tour de Saint-HospiceTour Génoise                                        |
| Villa Ephrussi de Rothschild                                               | Saint-Jean-Cap-Ferrat    | Avenue Ephrussi-de-Rothschild                                                                | 43° 41′ 48″ nord, 7° 19′ 43″ est               | « PA00125706 »                                 | Classé                                         | 1996                                           | Villa Ephrussi de Rothschild                                             |
| Villa La Ligne Droite                                                      | Saint-Jean-Cap-Ferrat    | Barratier 59 avenue Denis-Séméria                                                            | 43° 41′ 37″ nord, 7° 19′ 44″ est               | « PA06000016 »                                 | Classé                                         | 2001                                           | Image manquante Téléverser                                               |
| Phare du cap Ferrat                                                        | Saint-Jean-Cap-Ferrat    | 11 chemin du Phare                                                                           | 43° 40′ 31″ nord, 7° 19′ 37″ est               | « PA06000043 »                                 | Classé                                         | 2012                                           | Phare du cap Ferrat                                                      |
| Chapelle de Saint-Hospice                                                  | Saint-Jean-Cap-Ferrat    |                                                                                              | 43° 41′ 09″ nord, 7° 20′ 48″ est               | « PA00080839 »                                 | Inscrit                                        | 1929                                           | Chapelle de Saint-Hospice                                                |
| Villa Santo Sospir                                                         | Saint-Jean-Cap-Ferrat    | 14 avenue Jean-Cocteau                                                                       | 43° 40′ 36″ nord, 7° 19′ 36″ est               | « PA00135614 »                                 | Inscrit                                        | 1995 2007                                      | Villa Santo Sospir                                                       |
| Église Saint-Martin                                                        | Saint-Martin-d'Entraunes |                                                                                              | 44° 08′ 33″ nord, 6° 45′ 41″ est               | « PA00080841 »                                 | Inscrit                                        | 1926                                           | Église Saint-Martin                                                      |
| Maison Gubernatis                                                          | Saint-Martin-Vésubie     |                                                                                              | 44° 04′ 05″ nord, 7° 15′ 20″ est               | « PA00080842 »                                 | Inscrit                                        | 1933                                           | Maison Gubernatis                                                        |
| Chapelle de la Miséricorde                                                 | Saint-Martin-Vésubie     | Place Vieille                                                                                | 44° 04′ 07″ nord, 7° 15′ 23″ est               | « PA06000004 »                                 | Inscrit                                        | 1997                                           | Chapelle de la Miséricorde                                               |
| Chapelle Sainte-Croix                                                      | Saint-Martin-Vésubie     | Rue du Docteur-Cagnoli Place du Marché                                                       | 44° 04′ 10″ nord, 7° 15′ 23″ est               | « PA06000005 »                                 | Inscrit                                        | 1997                                           | Chapelle Sainte-Croix                                                    |
| Église Notre-Dame-de-l'Assomption                                          | Saint-Martin-Vésubie     | Rue de l'Église                                                                              | 44° 04′ 05″ nord, 7° 15′ 21″ est               | « PA06000006 »                                 | Inscrit                                        | 1997                                           | Église Notre-Dame-de-l'Assomption                                        |
| Collégiale de la Conversion-de-Saint-Paul                                  | Saint-Paul-de-Vence      |                                                                                              | 43° 41′ 50″ nord, 7° 07′ 20″ est               | « PA00080844 »                                 | Classé                                         | 1921                                           | Collégiale de la Conversion-de-Saint-Paul                                |
| Tour de la mairie                                                          | Saint-Paul-de-Vence      | Mairie                                                                                       | 43° 41′ 49″ nord, 7° 07′ 20″ est               | « PA00080848 »                                 | Classé                                         | 1922                                           | Tour de la mairie                                                        |
| Remparts et cimetière                                                      | Saint-Paul-de-Vence      |                                                                                              | 43° 41′ 42″ nord, 7° 07′ 24″ est               | « PA00080847 »                                 | Classé                                         | 1945                                           | Remparts et cimetière                                                    |
| Porte de la ville                                                          | Saint-Paul-de-Vence      |                                                                                              | 43° 41′ 52″ nord, 7° 07′ 17″ est               | « PA00080846 »                                 | Inscrit                                        | 1926                                           | Porte de la ville                                                        |
| Arceau du Pontis                                                           | Saint-Paul-de-Vence      | Rue Grande                                                                                   | 43° 41′ 45″ nord, 7° 07′ 21″ est               | « PA00080843 »                                 | Inscrit                                        | 1932                                           | Arceau du Pontis                                                         |
| Fontaine                                                                   | Saint-Paul-de-Vence      | Place de la Grande-Fontaine                                                                  | 43° 41′ 48″ nord, 7° 07′ 19″ est               | « PA00080845 »                                 | Inscrit                                        | 1932                                           | Fontaine                                                                 |
| Chapelle Notre-Dame de la Gardette                                         | Saint-Paul-de-Vence      | Chemin Sainte-Claire                                                                         | 43° 42′ 01″ nord, 7° 07′ 09″ est               | « PA00125707 »                                 | Inscrit                                        | 1993                                           | Chapelle Notre-Dame de la Gardette                                       |
| Église Saint-Michel                                                        | Saint-Sauveur-sur-Tinée  |                                                                                              | 44° 05′ 00″ nord, 7° 06′ 16″ est               | « PA00080849 »                                 | Inscrit                                        | 1939                                           | Église Saint-Michel                                                      |
| Castellaras de la Malle                                                    | Saint-Vallier-de-Thiey   |                                                                                              | 43° 42′ 09″ nord, 6° 52′ 59″ est               | « PA00080851 »                                 | Classé                                         | 1909                                           | Castellaras de la Malle                                                  |
| Bastide d'Arbouin                                                          | Saint-Vallier-de-Thiey   | Les Arbouins                                                                                 | 43° 41′ 26″ nord, 6° 52′ 47″ est               | « PA00080850 »                                 | Inscrit                                        | 1987                                           | Image manquante Téléverser                                               |
| Église de la Madone del Poggio                                             | Saorge                   | Avenue Pasteur                                                                               | 43° 59′ 00″ nord, 7° 33′ 11″ est               | « PA00080852 »                                 | Classé                                         | 1913                                           | Église de la Madone del Poggio                                           |
| Monastère de Saorge                                                        | Saorge                   | Camin de Repentia                                                                            | 43° 59′ 06″ nord, 7° 33′ 18″ est               | « PA00080855 »                                 | Classé                                         | 1917                                           | Monastère de Saorge                                                      |
| Plaques commémoratives                                                     | Saorge                   | CD 6204                                                                                      | 43° 59′ 25″ nord, 7° 32′ 49″ est               | « PA00080857 »                                 | Classé                                         | 1947                                           | Plaques commémoratives                                                   |
| Église Saint-Sauveur et chapelle Saint-Jacques des Pénitents blancs        | Saorge                   | Place de l'église                                                                            | 43° 59′ 16″ nord, 7° 33′ 06″ est               | « PA00080856 »                                 | Classé                                         | 1981                                           | Église Saint-Sauveur et chapelle Saint-Jacques des Pénitents blancs      |
| Chapelle Saint-Claude des Pénitents noirs                                  | Saorge                   | Rue Louis-Perissol                                                                           | 43° 59′ 13″ nord, 7° 33′ 12″ est               | « PA00080853 »                                 | Inscrit                                        | 1974                                           | Chapelle Saint-Claude des Pénitents noirs                                |
| Chapelle Saint-Sébastien des Pénitents rouges                              | Saorge                   | Place Ciapagne                                                                               | 43° 59′ 17″ nord, 7° 33′ 04″ est               | « PA00080854 »                                 | Inscrit                                        | 1974                                           | Chapelle Saint-Sébastien des Pénitents rouges                            |
| Chapelle Notre-Dame-d'Entrevignes                                          | Sigale                   | CD 17, route de Roquestéron                                                                  | 43° 52′ 39″ nord, 6° 59′ 11″ est               | « PA00080858 »                                 | Classé                                         | 1925                                           | Chapelle Notre-Dame-d'Entrevignes                                        |
| Église Saint-Michel                                                        | Sigale                   | Place de l'Église                                                                            | 43° 52′ 19″ nord, 6° 57′ 52″ est               | « PA00080859 »                                 | Inscrit                                        | 1927                                           | Église Saint-Michel                                                      |
| Fontaine                                                                   | Sigale                   | Place de l'Église                                                                            | 43° 52′ 19″ nord, 6° 57′ 53″ est               | « PA00080860 »                                 | Inscrit                                        | 1927                                           | Fontaine                                                                 |
| Vieux Pont                                                                 | Sospel                   |                                                                                              | 43° 52′ 41″ nord, 7° 26′ 57″ est               | « PA00080876 »                                 | Classé                                         | 1924                                           | Vieux Pont                                                               |
| Cocathédrale Saint-Michel                                                  | Sospel                   | Place Saint-Michel                                                                           | 43° 52′ 37″ nord, 7° 26′ 48″ est               | « PA00080864 »                                 | Classé                                         | 1951                                           | Cocathédrale Saint-Michel                                                |
| Fontaine du Cours                                                          | Sospel                   | Esplanade du Cours                                                                           | 43° 52′ 37″ nord, 7° 27′ 01″ est               | « PA00080868 »                                 | Inscrit                                        | 1931                                           | Fontaine du Cours                                                        |
| Hospice                                                                    | Sospel                   | Rue Auda                                                                                     | 43° 52′ 39″ nord, 7° 26′ 47″ est               | « PA00080869 »                                 | Inscrit                                        | 1931                                           | Hospice                                                                  |
| Maison Linteau de porte du XVe siècle                                      | Sospel                   | 40 rue de la République                                                                      | 43° 52′ 41″ nord, 7° 27′ 03″ est               | « PA00080871 »                                 | Inscrit                                        | 1931                                           | MaisonLinteau de porte du XVe siècle                                     |
| Château de Sospel                                                          | Sospel                   |                                                                                              | 43° 52′ 35″ nord, 7° 26′ 51″ est               | « PA00080863 »                                 | Inscrit                                        | 1933                                           | Château de Sospel                                                        |
| Fontaine de la Cabraïa                                                     | Sospel                   | Face à l'église                                                                              | 43° 52′ 40″ nord, 7° 26′ 51″ est               | « PA00080865 »                                 | Inscrit                                        | 1939                                           | Fontaine de la Cabraïa                                                   |
| Palais Ricci des Ferres Maison Romane                                      | Sospel                   | 11 place Saint-Michel                                                                        | 43° 52′ 38″ nord, 7° 26′ 51″ est               | « PA00080873 »                                 | Inscrit                                        | 1939                                           | Palais Ricci des FerresMaison Romane                                     |
| Place Saint-Michel                                                         | Sospel                   | Place Saint-Michel                                                                           | 43° 52′ 37″ nord, 7° 26′ 50″ est               | « PA00080870 »                                 | Inscrit                                        | 1947                                           | Place Saint-Michel                                                       |
| Chapelle Sainte-Croix                                                      | Sospel                   | Place Sainte-Croix                                                                           | 43° 52′ 43″ nord, 7° 27′ 01″ est               | « PA00080862 »                                 | Inscrit                                        | 1949                                           | Chapelle Sainte-Croix                                                    |
| Fontaine Souta Loggia                                                      | Sospel                   | Place Saint-Nicolas                                                                          | 43° 52′ 42″ nord, 7° 26′ 58″ est               | « PA00080866 »                                 | Inscrit                                        | 1949                                           | Fontaine Souta Loggia                                                    |
| Fontaine circulaire                                                        | Sospel                   | 32 rue de la République                                                                      | 43° 52′ 41″ nord, 7° 27′ 03″ est               | « PA00080867 »                                 | Inscrit                                        | 1949                                           | Fontaine circulaire                                                      |
| Maison Gallis                                                              | Sospel                   | Rue de la République                                                                         | 43° 52′ 42″ nord, 7° 27′ 00″ est               | « PA00080872 »                                 | Inscrit                                        | 1949                                           | Maison Gallis                                                            |
| Maisons à arcades                                                          | Sospel                   | Place Saint-Nicolas                                                                          | 43° 52′ 42″ nord, 7° 26′ 58″ est               | « PA00080874 »                                 | Inscrit                                        | 1949                                           | Maisons à arcades                                                        |
| Palais de la Gabelle                                                       | Sospel                   | Rue Saint-Pierre                                                                             | 43° 52′ 37″ nord, 7° 26′ 56″ est               | « PA00080875 »                                 | Inscrit                                        | 1949                                           | Palais de la Gabelle                                                     |
| Chapelle de l'Immaculée-Conception des Pénitents gris                      | Sospel                   | Place Saint-Michel                                                                           | 43° 52′ 37″ nord, 7° 26′ 51″ est               | « PA00080861 »                                 | Inscrit                                        | 1952                                           | Chapelle de l'Immaculée-Conception des Pénitents gris                    |
| Ouvrage de l'Agaisen                                                       | Sospel                   | Agaisen nord                                                                                 | 43° 53′ 13″ nord, 7° 27′ 15″ est               | « PA06000047 »                                 | Inscrit                                        | 2016                                           | Ouvrage de l'Agaisen                                                     |
| Collégiale Notre-Dame-de-l'Assomption                                      | Tende                    |                                                                                              | 44° 05′ 02″ nord, 7° 35′ 31″ est               | « PA00080880 »                                 | Classé                                         | 1949                                           | Collégiale Notre-Dame-de-l'Assomption                                    |
| Chapelle de l'Annonciation Chapelle des Pénitents blancs                   | Tende                    | rue Cotta                                                                                    | 44° 05′ 02″ nord, 7° 35′ 34″ est               | « PA00080877 »                                 | Classé                                         | 1950                                           | Chapelle de l'AnnonciationChapelle des Pénitents blancs                  |
| Chapelle de la Miséricorde Chapelle des Pénitents noirs                    | Tende                    | rue Cotta                                                                                    | 44° 05′ 01″ nord, 7° 35′ 33″ est               | « PA00080878 »                                 | Classé                                         | 1950                                           | Chapelle de la MiséricordeChapelle des Pénitents noirs                   |
| Gravures rupestres de la vallée des Merveilles                             | Tende                    |                                                                                              | 44° 04′ 34″ nord, 7° 26′ 18″ est               | « PA00080881 »                                 | Classé Inscrit                                 | 1989 1987                                      | Gravures rupestres de la vallée des Merveilles                           |
| Chapelle Saint-Sauveur                                                     | Tende                    |                                                                                              | 44° 05′ 19″ nord, 7° 35′ 16″ est               | « PA00080879 »                                 | Classé                                         | 2000                                           | Image manquante Téléverser                                               |
| Chapelle de l'Annonciade                                                   | Tende                    | 55 rue de France                                                                             | 44° 05′ 08″ nord, 7° 35′ 37″ est               | « PA06000014 »                                 | Classé                                         | 2003                                           | Chapelle de l'Annonciade                                                 |
| Villa Le Pas de Pique                                                      | Le Tignet                | 1285 chemin de la Voie-romaine                                                               | 43° 38′ 02″ nord, 6° 50′ 09″ est               | « PA06000027 »                                 | Inscrit                                        | 2006                                           | Villa Le Pas de Pique                                                    |
| Chapelle Saint-Jean-Baptiste                                               | La Tour                  |                                                                                              | 43° 57′ 29″ nord, 7° 12′ 42″ est               | « PA00080883 »                                 | Classé                                         | 1943                                           | Chapelle Saint-Jean-Baptiste                                             |
| Église Saint-Martin                                                        | La Tour                  | Grand'place                                                                                  | 43° 56′ 47″ nord, 7° 11′ 03″ est               | « PA00080884 »                                 | Classé                                         | 1943                                           | Église Saint-Martin                                                      |
| Chapelle des Pénitents blancs                                              | La Tour                  | La Casette                                                                                   | 43° 56′ 53″ nord, 7° 11′ 05″ est               | « PA00080882 »                                 | Classé                                         | 1944                                           | Chapelle des Pénitents blancs                                            |
| Maison Olivari Maison dite des Templiers                                   | La Tour                  | à côté de l'église                                                                           | 43° 56′ 46″ nord, 7° 11′ 03″ est               | « PA00080885 »                                 | Inscrit                                        | 1927                                           | Maison OlivariMaison dite des Templiers                                  |
| Château de Tourette-Levens                                                 | Tourrette-Levens         |                                                                                              | 43° 47′ 01″ nord, 7° 16′ 35″ est               | « PA00080886 »                                 | Inscrit                                        | 1937                                           | Château de Tourette-Levens                                               |
| Église Sainte-Rosalie                                                      | Tourrette-Levens         |                                                                                              | 43° 47′ 12″ nord, 7° 16′ 34″ est               | « PA00080887 »                                 | Inscrit                                        | 1937                                           | Église Sainte-Rosalie                                                    |
| Site archéologique du Mont Revel                                           | Tourrette-Levens         |                                                                                              | 43° 45′ 25″ nord, 7° 16′ 57″ est               | « PA06000051 »                                 | Inscrit                                        | 2018                                           | Image manquante Téléverser                                               |
| Maison Gaudet                                                              | Tourrettes-sur-Loup      | Le Rouréou, 671 route du Caire                                                               | 43° 43′ 25″ nord, 7° 03′ 20″ est               | « PA06000008 »                                 | Inscrit                                        | 1998                                           | Maison Gaudet                                                            |
| Observatoire de Nice                                                       | La Trinité               |                                                                                              | 43° 43′ 33″ nord, 7° 18′ 03″ est               | « PA00080971 »                                 | Classé Inscrit                                 | 1994 1992                                      | Observatoire de Nice                                                     |
| Sanctuaire de Laghet                                                       | La Trinité               |                                                                                              | 43° 45′ 13″ nord, 7° 22′ 54″ est               | « PA00080888 »                                 | Inscrit                                        | 1931                                           | Sanctuaire de Laghet                                                     |
| Église de la Très-Sainte-Trinité                                           | La Trinité               | Place Don-Jacques-Fighiéra                                                                   | 43° 44′ 37″ nord, 7° 18′ 52″ est               | « PA06000025 »                                 | Inscrit                                        | 2004                                           | Image manquante Téléverser                                               |
| Trophée des Alpes                                                          | La Turbie                |                                                                                              | 43° 44′ 41″ nord, 7° 24′ 07″ est               | « PA00080897 »                                 | Classé                                         | 1865                                           | Trophée des Alpes                                                        |
| Voie romaine                                                               | La Turbie                | Languessa Saint-Pierre Peiralonga                                                            | à géolocaliser                                 | « PA00080898 »                                 | Classé                                         | 1922                                           | Voie romaine                                                             |
| Église Saint-Michel                                                        | La Turbie                |                                                                                              | 43° 44′ 41″ nord, 7° 24′ 03″ est               | « PA00080891 »                                 | Classé                                         | 1938                                           | Église Saint-Michel                                                      |
| Fontaine Carolo Felicerege                                                 | La Turbie                | rue de la fontaine                                                                           | 43° 44′ 44″ nord, 7° 24′ 00″ est               | « PA00080893 »                                 | Classé                                         | 1943                                           | Fontaine Carolo Felicerege                                               |
| Carrière romaine du Mont Justicier                                         | La Turbie                | chemin des carrières romaines                                                                | 43° 44′ 53″ nord, 7° 24′ 39″ est               | « PA00080890 »                                 | Classé                                         | 1944                                           | Carrière romaine du Mont Justicier                                       |
| Gibet du Mont Justicier                                                    | La Turbie                |                                                                                              | 43° 44′ 52″ nord, 7° 24′ 41″ est               | « PA00080890 »                                 | Classé                                         | 1944                                           | Gibet du Mont Justicier                                                  |
| Enceinte                                                                   | La Turbie                | Place Saint Jean Place de l'Église Rue Capouane                                              | à géolocaliser                                 | « PA00080892 »                                 | Classé Inscrit Classé Inscrit                  | 1944 1927 1953                                 | Enceinte                                                                 |
| Borne de Napoléon Ier                                                      | La Turbie                | Route de la Corniche (Grande Corniche), en direction de Nice. Probablement détruite en 1968. | à géolocaliser                                 | « PA00080889 »                                 | Inscrit                                        | 1926                                           | Borne de Napoléon Ier                                                    |
| Maison Fenêtre du XIIIe siècle                                             | La Turbie                | Rue Droite Rue de l'Empereur-Auguste                                                         | 43° 44′ 43″ nord, 7° 24′ 03″ est               | « PA00080896 »                                 | Inscrit                                        | 1928                                           | Image manquante Téléverser                                               |
| Immeuble de la rue des Poilus                                              | La Turbie                | Rue des Poilus                                                                               | 43° 44′ 44″ nord, 7° 24′ 03″ est               | « PA00080895 »                                 | Inscrit                                        | 1953                                           | Image manquante Téléverser                                               |
| Immeuble de la rue Durandy                                                 | La Turbie                | Rue Dominique-Durandy                                                                        | 43° 44′ 42″ nord, 7° 24′ 03″ est               | « PA00080894 »                                 | Inscrit                                        | 1953                                           | Image manquante Téléverser                                               |
| Église Saint-Véran                                                         | Utelle                   |                                                                                              | 43° 55′ 00″ nord, 7° 14′ 52″ est               | « PA00080900 »                                 | Classé                                         | 1963                                           | Église Saint-Véran                                                       |
| Chapelle des Pénitents blancs                                              | Utelle                   |                                                                                              | 43° 55′ 00″ nord, 7° 14′ 50″ est               | « PA00080899 »                                 | Classé                                         | 1979                                           | Chapelle des Pénitents blancs                                            |
| Canal de la Vésubie Prise d'eau de Saint-Jean-la-Rivière                   | Utelle                   | Pont de Saint-Jean-la-Rivière                                                                | 43° 55′ 13″ nord, 7° 15′ 50″ est               | « PA06000022 »                                 | Inscrit                                        | 2001                                           | Canal de la VésubiePrise d'eau de Saint-Jean-la-Rivière                  |
| Abbaye de Valbonne                                                         | Valbonne                 |                                                                                              | 43° 38′ 26″ nord, 7° 00′ 32″ est               | « PA00080901 »                                 | Classé                                         | 1984                                           | Abbaye de Valbonne                                                       |
| Aqueduc de Clausonnes                                                      | Valbonne                 |                                                                                              | 43° 36′ 19″ nord, 7° 04′ 04″ est               | « PA00080902 »                                 | Inscrit                                        | 1936                                           | Aqueduc de Clausonnes                                                    |
| Place des Arcades                                                          | Valbonne                 | Place des Arcades Rue Eugène-Giraud Rue Pontis Rue des Arcades Rue Grande                    | 43° 38′ 29″ nord, 7° 00′ 31″ est               | « PA00080966 »                                 | Inscrit                                        | 1992                                           | Place des Arcades                                                        |
| Domaine des Trois Moulins de la Valmasque                                  | Valbonne                 | 598 chemin des Trois-Moulins 1283A route du Parc                                             | 43° 36′ 24″ nord, 7° 04′ 01″ est               | « PA06000041 »                                 | Inscrit                                        | 2010                                           | Domaine des Trois Moulins de la Valmasque                                |
| Église de l'Invention-de-la-Sainte-Croix                                   | Valdeblore               | Place de l'église Saint-Dalmas                                                               | 44° 04′ 00″ nord, 7° 12′ 11″ est               | « PA00080903 »                                 | Classé                                         | 1943                                           | Église de l'Invention-de-la-Sainte-Croix                                 |
| Église Saint-Jacques-le-Majeur                                             | Valdeblore               | La Bolline                                                                                   | 44° 04′ 12″ nord, 7° 10′ 13″ est               | « PA00080904 »                                 | Inscrit                                        | 1932                                           | Église Saint-Jacques-le-Majeur                                           |
| Chapelle Saint-Léonce                                                      | Valderoure               | chemin Saint-Léonce                                                                          | 43° 47′ 42″ nord, 6° 41′ 21″ est               | « PA00080905 »                                 | Inscrit                                        | 1947                                           | Chapelle Saint-Léonce                                                    |
| Colonne commémorative du débarquement de Napoléon                          | Vallauris                |                                                                                              | 43° 34′ 05″ nord, 7° 04′ 20″ est               | « PA00080907 »                                 | Classé                                         | 1913 1932                                      | Colonne commémorative du débarquement de Napoléon                        |
| Château de Vallauris Musée Picasso                                         | Vallauris                |                                                                                              | 43° 34′ 48″ nord, 7° 03′ 12″ est               | « PA00080906 »                                 | Classé Inscrit                                 | 1951                                           | Château de VallaurisMusée Picasso                                        |
| Oppidum des Encourdoules                                                   | Vallauris                | Les Encourdoules Chèvre d'Or                                                                 | 43° 35′ 15″ nord, 7° 03′ 41″ est               | « PA00080908 »                                 | Inscrit                                        | 1978                                           | Oppidum des Encourdoules                                                 |
| Oppidum du Mont-Pezou                                                      | Vallauris                | Le Pezou                                                                                     | 43° 34′ 13″ nord, 7° 02′ 13″ est               | « PA00080908 »                                 | Inscrit                                        | 1983                                           | Image manquante Téléverser                                               |
| Domaine des Trois Moulins de la Valmasque                                  | Vallauris                | 598 chemin des Trois-Moulins 1283A route du Parc                                             | 43° 36′ 24″ nord, 7° 04′ 01″ est               | « PA06000042 »                                 | Inscrit                                        | 2010                                           | Domaine des Trois Moulins de la Valmasque                                |
| Phare de Vallauris                                                         | Vallauris                | 1068 boulevard des Horizons                                                                  | 43° 34′ 05″ nord, 7° 03′ 42″ est               | « PA06000044 »                                 | Inscrit                                        | 2012                                           | Phare de Vallauris                                                       |
| Chapelle Saint-Sébastien                                                   | Venanson                 |                                                                                              | 44° 03′ 13″ nord, 7° 15′ 11″ est               | « PA00080950 »                                 | Classé                                         | 2000                                           | Chapelle Saint-Sébastien                                                 |
| Colonnes romaines de Vence                                                 | Vence                    | Place du Grand-Jardin Place Godeau                                                           | 43° 43′ 22″ nord, 7° 06′ 51″ est               | « PA00080914 »                                 | Classé                                         | 1886                                           | Colonnes romaines de Vence                                               |
| Fontaine du Peyra Fontaine de Vence                                        | Vence                    | Place du Peyra                                                                               | 43° 43′ 22″ nord, 7° 06′ 46″ est               | « PA00080917 »                                 | Classé                                         | 1920                                           | Fontaine du PeyraFontaine de Vence                                       |
| Cathédrale de la Nativité-de-Notre-Dame                                    | Vence                    | place Clemenceau                                                                             | 43° 43′ 22″ nord, 7° 06′ 50″ est               | « PA00080910 »                                 | Classé                                         | 1944                                           | Cathédrale de la Nativité-de-Notre-Dame                                  |
| Chapelle des Pénitents blancs                                              | Vence                    | avenue Foch Avenue Henri-Isnard                                                              | 43° 43′ 23″ nord, 7° 06′ 35″ est               | « PA00080912 »                                 | Classé                                         | 1944                                           | Chapelle des Pénitents blancs                                            |
| Chapelle Sainte-Élisabeth                                                  | Vence                    | Route de Cagnes                                                                              | 43° 42′ 48″ nord, 7° 07′ 36″ est               | « PA00080913 »                                 | Inscrit                                        | 1927                                           | Chapelle Sainte-Élisabeth                                                |
| Commanderie de Saint-Martin (Vence)                                        | Vence                    | Domaine du château Saint-Martin 2490 Avenue des Tempiers                                     | 43° 43′ 52″ nord, 7° 06′ 22″ est               | « PA00080915 »                                 | Inscrit                                        | 1927                                           | Commanderie de Saint-Martin (Vence)                                      |
| Remparts Porte du Signadour, portail Levis                                 | Vence                    | rue du docteur-Binet boulevard Paul-André                                                    | 43° 43′ 22″ nord, 7° 06′ 45″ est               | « PA00080918 »                                 | Inscrit                                        | 1932 1936                                      | RempartsPorte du Signadour, portail Levis                                |
| Fontaine de la Foux Fontaine Basse                                         | Vence                    | Avenue Marcellin-Maurel                                                                      | 43° 43′ 22″ nord, 7° 06′ 46″ est               | « PA00080916 »                                 | Inscrit                                        | 1948                                           | Fontaine de la FouxFontaine Basse                                        |
| Chapelle du Rosaire                                                        | Vence                    | 466 avenue Henri-Matisse                                                                     | 43° 43′ 39″ nord, 7° 06′ 46″ est               | « PA00080911 »                                 | Inscrit                                        | 1965                                           | Chapelle du Rosaire                                                      |
| Six chapelles du chemin du Calvaire                                        | Vence                    | Chemin du Calvaire                                                                           | 43° 43′ 19″ nord, 7° 06′ 14″ est               | « PA00080951 »                                 | Inscrit                                        | 1989                                           | Six chapelles du chemin du Calvaire                                      |
| École Freinet                                                              | Vence                    | 1133 chemin Célestin-Freinet                                                                 | 43° 43′ 35″ nord, 7° 08′ 02″ est               | « PA06000017 »                                 | Inscrit                                        | 2001                                           | Image manquante Téléverser                                               |
| Église Saint-Jean-Baptiste                                                 | Villars-sur-Var          | Place de l'Église                                                                            | 43° 56′ 12″ nord, 7° 05′ 52″ est               | « PA00080919 »                                 | Inscrit                                        | 1983                                           | Église Saint-Jean-Baptiste                                               |
| Citadelle Saint-Elme                                                       | Villefranche-sur-Mer     |                                                                                              | 43° 42′ 06″ nord, 7° 18′ 39″ est               | « PA00080920 »                                 | Classé                                         | 1968                                           | Citadelle Saint-Elme                                                     |
| Église Saint-Michel                                                        | Villefranche-sur-Mer     |                                                                                              | 43° 42′ 14″ nord, 7° 18′ 40″ est               | « PA00080921 »                                 | Classé                                         | 1990                                           | Église Saint-Michel                                                      |
| Chapelle Saint-Pierre                                                      | Villefranche-sur-Mer     | Quai Courbet                                                                                 | 43° 42′ 11″ nord, 7° 18′ 43″ est               | « PA00135615 »                                 | Classé                                         | 1996                                           | Chapelle Saint-Pierre                                                    |
| Rue Obscure                                                                | Villefranche-sur-Mer     | Rue Obscure, vieille ville                                                                   | 43° 42′ 15″ nord, 7° 18′ 44″ est               | « PA00080922 »                                 | Inscrit                                        | 1932                                           | Rue Obscure                                                              |
| Le Bastionnet, portion des remparts                                        | Villefranche-sur-Mer     | La Gardiola                                                                                  | 43° 42′ 22″ nord, 7° 18′ 40″ est               | « PA00080923 »                                 | Inscrit                                        | 1959                                           | Le Bastionnet, portion des remparts                                      |
| Torre Vecchia et remparts                                                  | Villefranche-sur-Mer     | 28 avenue Georges-Clemenceau                                                                 | 43° 42′ 20″ nord, 7° 18′ 43″ est               | « PA00080924 »                                 | Inscrit                                        | 1977                                           | Torre Vecchia et remparts                                                |
| Port de la Darse                                                           | Villefranche-sur-Mer     |                                                                                              | 43° 41′ 59″ nord, 7° 18′ 34″ est               | « PA00080960 »                                 | Inscrit                                        | 1991                                           | Port de la Darse                                                         |
| Manoir de Vaugrenier                                                       | Villeneuve-Loubet        | Chemin de Vaugrenier                                                                         | 43° 37′ 48″ nord, 7° 07′ 08″ est               | « PA00080952 »                                 | Classé                                         | 1992                                           | Manoir de Vaugrenier                                                     |
| Château de Villeneuve                                                      | Villeneuve-Loubet        |                                                                                              | 43° 39′ 35″ nord, 7° 07′ 26″ est               | « PA00080925 »                                 | Inscrit                                        | 1986                                           | Château de Villeneuve                                                    |
| Tour de la Madone                                                          | Villeneuve-Loubet        | Le Jas de Madame                                                                             | 43° 39′ 22″ nord, 7° 05′ 56″ est               | « PA00080953 »                                 | Inscrit                                        | 1989                                           | Tour de la Madone                                                        |